# 애슐리 버치
애슐리 버치(Ashly Burch, 1990년 6월 19일 ~ )는 미국의 배우, 성우, 가수, 작가이다.

## 비디오 게임
- 보더랜드 2
- 세인츠 로우 4
- 팀 포트리스 2
- 라이프 이즈 스트레인지 (비디오 게임)
- 모탈 컴뱃 X
- 여신전생 페르소나 4 댄싱 올나이트
- 폴아웃 4
- 라이즈 오브 더 툼 레이더
- 레고 마블 어벤저스
- 마인크래프트: 스토리 모드
- 호라이즌 제로 던
- 포트나이트
- 라이프 이즈 스트레인지: 비포 더 스톰
- 파이널 판타지 XV
- 보더랜드 3
- 아우터 월드
- 발로란트
- 더 라스트 오브 어스 파트 II
- 닌자라
- 스파이더맨: 마일즈 모랄레스
- 마블 어벤져스
- 원신
- 호라이즌 포비든 웨스트

## 애니메이션
- 팀 포트리스 2
- 핀과 제이크의 어드벤처 타임
- 위 베어 베어스: 곰 브라더스
- OK K.O.! 내일은 히어로
- 스티븐 유니버스
- 썸머 캠프 아일랜드
- 트롤: 더 비트 고즈 온!
- 파이널 스페이스
- 링컨의 집에서 살아남기
- 더 고스트 앤드 몰리 맥기

## 더빙
- 진격의 거인

## 수상
- 영국 아카데미 게임상
- 프라임타임 에미상
- 플레이스테이션닷블로그
- 영국 아카데미 게임상